# Grupo Gloria
Grupo Gloria es un conglomerado peruano dedicado principalmente al sector alimenticio en Latinoamérica y es responsable de la marca de productos lácteos que lleva su nombre. Se fundó en 1986 por los hermanos Vito y Jorge Rodríguez, cuya sede central se encuentra en Lima.
Según la Superintendencia del Mercado de Valores, se constituye por los sectores de productos lácteos, alimentación, industrial del cemento, fabricación de papel y, en poca presencia, de consultoría y gestión de energía.

## Historia
El 5 de febrero de 1941, la empresa General Milk Company Inc. constituyó la empresa Leche Gloria S.A. en la ciudad de Arequipa. Ese mismo año emprendió la construcción de la planta industrial e inició el 4 de mayo de 1942 la fabricación de la leche evaporada Gloria. En ese entonces, la fuerza laboral estaba constituida por 65 personas entre empleados y obreros. Posteriormente, Carnation Company compró la General Milk Company Inc. en el año 1978 y Leche Gloria S.A. cambió su denominación a Gloria S.A.
En 1985, Nestlé del país de Suiza se convierte en propietaria mayoritaria mayoría de Gloria S.A. al adquirir la empresa Carnation Company a nivel internacional. En marzo de 1986, una asociación de hermanos arequipeños Vito y Jorge Rodríguez Banda adquirió el porcentaje mayoritario de las acciones de Gloria S.A. Anteriormente los hermanos operaron una empresa de transporte en 1940, cuyo cliente fue la Milk Company. Debido al cambio de dueño, la empresa se independiza y pasa de propiedad de accionistas nacionales, formándose el Grupo Gloria. El 5 de agosto de 1986, Jorge Rodríguez asumió la dirección de la empresa.
El 24 de julio de 1996, Gloria se adjudicó la Planta Industrializadora de Leche de Cochabamba y la Planta Industrializadora de Leche de La Paz, bajo el nombre 'PIL Andina', dependientes de las prefecturas de La Paz y Cochabamba (y las desaparecidas Corporaciones de Desarrollo, Cordepaz y Cordeco), pagando al Estado Boliviano el monto de 8.041.000 dólares por el total de sus activos, siendo la oferta económica que mas convenció al Gobierno Nacional. Dicha oferta supera a las espectativas de 4.2 millones de dólares, casi el doble de lo proyectado por el Gobierno Boliviano. Posteriormente, el Gobierno Boliviano sanciona el Decreto Supremo Nº 24352, del 20 de agosto de 1996, que ratifica la adjudicación de PIL La Paz y PIL Cochabamba ofertados mediante la Licitación Pública MC/SNCI/UR/LIC-006/95 II, en favor de Gloria.
En 1998, el grupo empresarial obtiene la concesión de electricidad de varias ciudades del norte y centro del Perú, pero por problemas administrativos lo devuelven al Estado en 2001.
En 2017, tras el escándalo de la marca Pura Vida, Jorge Rodríguez asumió nuevamente como gerente corporativo en reemplazo del renunciado Robert Priday. En 2019, Claudio Rodríguez Huaco asume la dirección corporativa.

### Modelo de producción
A 2021, el Grupo Gloria opera en totalidad en los países de Argentina, Bolivia, Colombia, Ecuador, Puerto Rico y Uruguay, debido a su plan de extensión de inicios de 2000 y el lanzamiento de la marca Soalé en 2006 para el mercado internacional. También posee 2.500 hectáreas de fábricas alimenticias y lácteas en esos países para abastecer a sus consumidores dentro y fuera de los países, y más de 70 mil hectáreas de terreno para caña de azúcar y cría de ganado según la ONG Cepes en 2015. Para 2017, son 60 empresas operativas dentro del conglomerado, 25 de ellos están en territorio peruano. Según la Superintendencia de Aduanas sus productos se exportan a 55 países bajo marcas varias. En una consulta de Perú Top Publicaciones en 2017, Gloria generó más de mil millones de dólares en el rubro alimenticio, un 60% corresponde al comercio de leche evaporada.
Entre sus primeras adquisiciones, destaca la realizada en 1993, al conseguir la empresa Sociedad Agraria Ganadera Luis Martín, en el distrito de Puente Piedra, en la ciudad de Lima. Y en 1994, con la compra de Industrial Derivados Lácteos S.A. (INDERLAC) para la extensión de la producción láctea a nivel nacional. En 1999, Gloria S.A. volvió a adquirir, por fusión, a la empresa Carnilac S.A. de Cajamarca. En septiembre de 1999, compró los activos de la empresa Friesland Perú S.A. ubicada en el valle de Lurín, en Lima. En 1994, compra la empresa cementera Yura por 64 millones de dólares más una deuda anterior de 24 millones. En 1999, Gloria compra Pil Andina, industria enfocada en el territorio boliviano y que una segunda fábrica se construyó en 2016.
En 2022, el grupo compra el suministro de Soprole. Lo que convierte en la mayor inversión peruana en territorio chileno de la década. Se realizó por medio de un compra-venta con el proveedor New Zealand Milk por 210 millones de dólares, que se incrementó a 640 millones por los pagos de la deuda de toda la empresa. Finalmente, la sucursal chilena Gloria obtuvo todas las acciones de la operadora Inversiones Dairy Enterprises, lo que consigue el control administrativo de la franquicia.

### Iniciativas
En julio de 2020, la multinacional anunció la creación de fábricas de oxígeno para abastecer a La Libertad y Arequipa durante la pandemia de covid-19.
En 2025, el Grupo Gloria anunció una inversión de 250 millones de dólares destinada a la modernización y expansión de sus operaciones agroindustriales en el norte del Perú. El plan, considerado uno de los más relevantes del año en el sector agroindustrial nacional, se enfocará principalmente en los ingenios azucareros Cartavio (La Libertad) y Agrolmos (Lambayeque), ambos operados por la división agroindustrial del conglomerado.
La inversión tiene como objetivo incrementar la productividad, mejorar la eficiencia operativa y reforzar el compromiso ambiental del grupo, mediante la adopción de tecnología avanzada en riego, procesamiento de caña de azúcar y generación de energía renovable.

### Distribución de la inversión
El paquete de US$ 250 millones se dividirá en tres áreas estratégicas:
- Modernización de sistemas de riego (US$ 80 millones): implementación de riego tecnificado por goteo y aspersión en aproximadamente 12,000 hectáreas de cultivos.[20]
- Ampliación de capacidad industrial (US$ 120 millones)[20]: incorporación de nuevas líneas de procesamiento en los ingenios Cartavio y Agrolmos.
- Energías renovables (US$ 50 millones)[20]: construcción de plantas de cogeneración eléctrica a partir del bagazo de caña, subproducto del proceso azucarero.

### Impacto proyectado
Según estimaciones del propio Grupo Gloria, los resultados esperados de esta inversión incluyen:
- Un incremento del 20% en la producción de azúcar [20]hacia el año 2026.
- Una reducción del 35% en el consumo de agua [20]mediante tecnologías de riego eficiente.
- La generación de 45 megavatios adicionales[20] de energía renovable.
- La creación de 1,200 empleos directos[20] durante la fase de implementación.

El gerente general de la división agroindustrial del grupo, Jorge Rodríguez, destacó que el plan reafirma el compromiso de la empresa con el desarrollo sostenible del agro peruano, combinando expansión productiva con altos estándares ambientales. 

## Organigrama

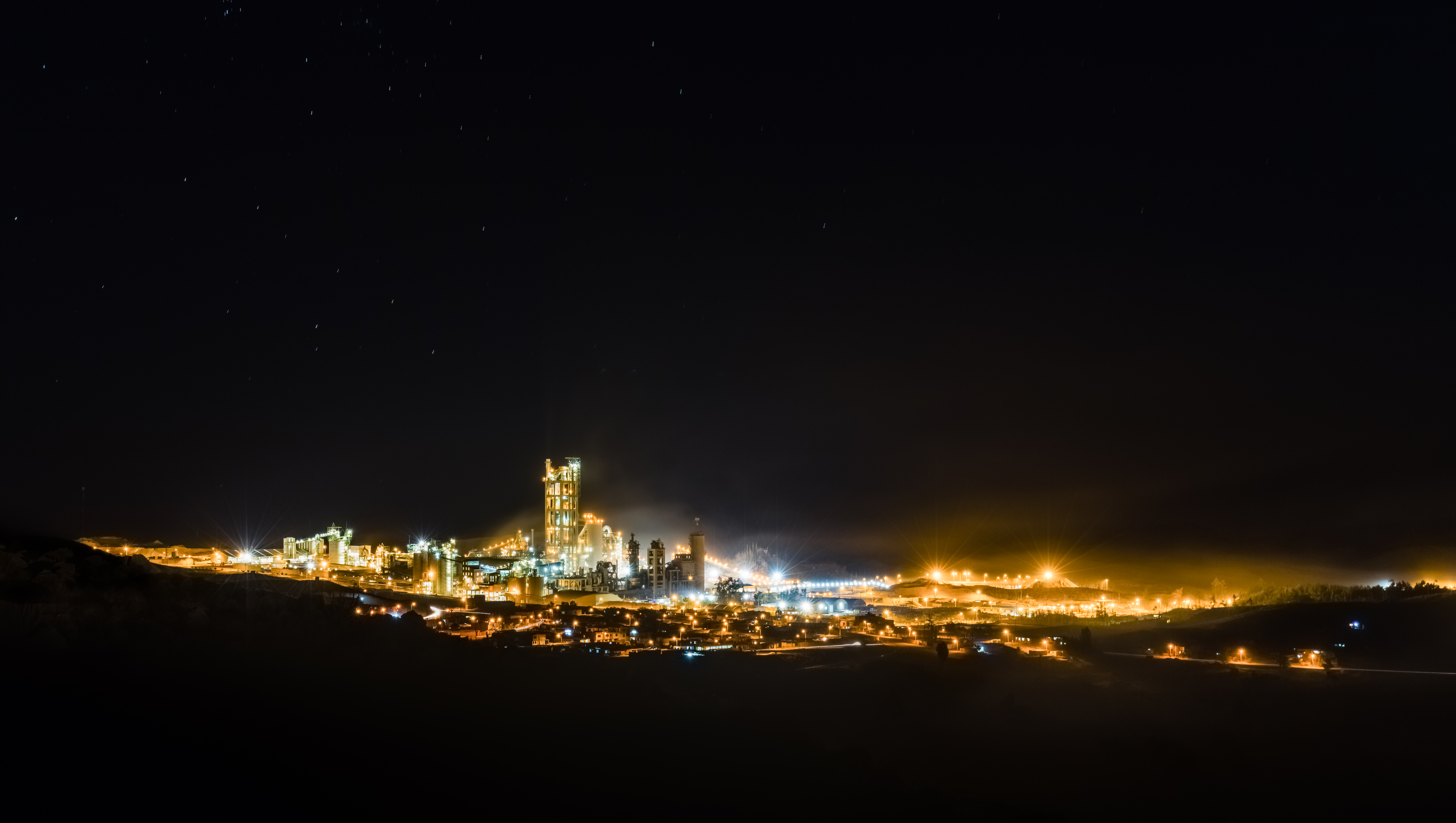
La empresa cementera Yura, cuya fábrica se encuentra en el distrito homónimo, al norte Arequipa.

El Grupo Gloria, entre otros, opera 4 holdings divisores que corresponden a lo siguiente:
- Holding Alimentario del Perú S.A. Corresponde a la producción y distribución de alimentos, mayormente enfocados en los lácteos.[3]
  - Gloria Foods (incluido derechos comerciales de sus marcas y su empresa Leche Gloria S.A.)[2]
  - Distribuidora de Productos de Calidad S.A.
  - Compañía Regional de Lácteos Argentina S.A. (Argentina)
  - Pil Andina (Bolivia)[12]
  - Algarra S.A. (Colombia)
  - Corporación Suiza (propietaria de la marca "Suiza Dairy" y encargado de la distribución de Gloria Foods en Puerto Rico)[22]
  - Lechera Andina (Ecuador)
- Holding Cementero del Perú. Corresponde a la producción de cemento.
  - Yura S.A. (empresa matriz del holding,[23] cuya fábrica se inauguró en 1966 y se amplió en 2011)[24]
  - Cal y Cemento Sur S.A.A.
  - Sociedad Boliviana de Cemento S.A. (Bolivia)
  - Cementos Bio Bio (participación del 19%, Chile)[25]
  - Unión Cementera Nacional (Ecuador)[23]
- Maningham Holding S.A. Fabricación de cal, formada en Panamá.[26]
- Fondo de Inversiones Diversificadas S.A. Adquirida en 2006 y enfocada en la compra de objetos utilitarios, recursos alimenticios y asesorías.[27]
  - Casa Grande S.A.A. (azúcar, tiene un complejo en la ciudad homónima para la refinación de la caña de azúcar)[28]
  - Cartavio S.A.A. (azúcar)[29]
  - Sintuco S.A. (rubro agrícola)
  - Agrojibito S.A. (sustancias químicas)
  - Agrolmos S.A. (azúcar)
  - Agroindustrias San Jacinto S.A.A. (agroindustria)
  - Trupal S.A. (empresa papelera)
  - Racionalización Empresarial S.A. (logística)
  - Flexicruz Limitada (empacado)[27]

## Incidentes
En 2014, el diario Ojo Público detectó que Maningham Holding S.A. está incluida en la lista de los papeles de Panamá. En 2017, el gobierno de Francia ordenó retirar la marca de productos lácteos Lactalis con fechas de vencimiento entre junio y noviembre de 2019, ante temor de contener salmonella. En 2020, un tribunal de Colombia demandó al conglomerado por emplear lactosueros durante su tratamiento y comercialización como "leche".
En 2016, el sindicato de trabajadores de Casa Grande anunció huelga por 60 días que consiguió un acuerdo en subir los salarios. En 2021, agricultores denunciaron al grupo tras las irregularidades durante la adquisición de terrenos de anteriores propietarios por la expansión del terreno de Casa Grande.
La multinacional estuvo involucrada en eventos políticos. En 2019, el fundador Vito Rodríguez confesó, que en 2017, aportó voluntariamente para la campaña de Keiko Fujimori, años después de colaborar con Alberto Fujimori en su campaña de 1999. Esto coincide con un proyecto de modificación de la Ley de Promoción de Alimentación Saludable para Niños, Niñas y Adolescentes realizado por la bancada de Fuerza Popular para exonerar los productos del grupo de ser etiquetados.
Con las protestas en Perú de diciembre de 2022, la fábrica de Gloria en la ciudad de Arequipa fue tomada por manifestantes quienes dañaron severamente las instalaciones de la fábrica, así como haber atacado a muchos trabajadores y guardias que intentaron detenerlos. Por ese mismo problema, la empresa ha perdido fuertes sumas de dinero debido a los bloqueos de carreteras que impiden la llegada de insumos a las fábricas de Gloria. 
En 2023, el portal Sudaca afirmó que la empresa abastece al Programa Nacional del Vaso de Leche. Sin embargo, al causa del desabastecimiento, la Asociación Nacional de Mujeres Organizadas del Vaso de Leche denunció el cambio de fórmula para distribuir productos al programa con mezcla láctea.